# ジェローム・パウエル
ジェローム・ハイデン・”ジェイ”・パウエル（英: Jerome Hayden "Jay" Powell、1953年2月4日 -）は、アメリカ合衆国の銀行家・弁護士。連邦準備制度理事会（FRB）理事を経て、2018年2月、第16代議長に就任。

## 経歴
ワシントンD.C.生まれ。1975年プリンストン大学卒業。1979年にジョージタウン大学ローセンターでJ.D.取得。1984年から1990年までディロン・リード＆カンパニーの上席役員。ジョージ・H・W・ブッシュ政権では財務次官補（国内金融担当）、財務次官を務めた。1997年から2005年までカーライル・グループ共同経営者。
2012年に連邦準備制度理事会（FRB）の理事に就任、2014年6月16日に再任された（任期は2028年1月31日まで）。
2017年11月2日、アメリカ合衆国大統領 ドナルド・トランプにより2018年2月に任期切れで退任するジャネット・イエレンの後任となる次期連邦準備制度理事会議長に指名された。
2022年5月12日、上院本会議でパウエルの連邦準備制度理事会議長再任が賛成多数で承認された。2期目は5月23日から2026年5月15日までとなる。